# Pazifikspiele 2023/Tennis/Damenmannschaft
Der Damen-Mannschaftswettbewerb der Pazifikspiele 2023 war ein Tennisturnier in Honiara.

## Ergebnisse

### Gruppenphase

#### Gruppe A
|   | Team       | S-N | Spiele | Sätze |
| 1 | Samoa      | 2:0 | 6:0    | 12:1  |
| 2 | Guam       | 1:1 | 3:3    | 7:7   |
| 3 | Cookinseln | 0:2 | 0:6    | 1:12  |

| Team 1     | Team 2     | Ergebnis | Spiel     | Spielerin 1                         | Spielerin 2                     | Resultat         |
| ---------- | ---------- | -------- | --------- | ----------------------------------- | ------------------------------- | ---------------- |
| Cookinseln | Guam       | 0:3      | 1. Einzel | Lilian Maui                         | Sydney Packbier                 | 1:4, 0:4         |
| Cookinseln | Guam       | 0:3      | 2. Einzel | Norah Browne                        | Freemont Gibson                 | 4:0, 1:4, 1:4    |
| Cookinseln | Guam       | 0:3      | Doppel    | Norah Browne Lilian Maui            | Freemont Gibson Sydney Packbier | 3:5, 0:4         |
| Samoa      | Cookinseln | 3:0      | 1. Einzel | Noelladar Ah San                    | Katee Timeri Wearing            | 4:1, 4:1         |
| Samoa      | Cookinseln | 3:0      | 2. Einzel | Annerly Georgopoulus                | Norah Browne                    | 4:0, 4:2         |
| Samoa      | Cookinseln | 3:0      | Doppel    | Eleanor Schuster Mahinarangi Warren | Norah Browne Lilian Maui        | 4:2, 5:43        |
| Samoa      | Guam       | 3:0      | 1. Einzel | Eleanor Schuster                    | Sydney Packbier                 | 4:1, 4:2         |
| Samoa      | Guam       | 3:0      | 2. Einzel | Annerly Georgopoulus                | Freemont Gibson                 | 4:1, 4:2         |
| Samoa      | Guam       | 3:0      | Doppel    | Noelleda Ah San Mahinarangi Warren  | Freemont Gibson Sydney Packbier | 1:4, 5:3, [11:9] |

#### Gruppe B
|   | Team            | S-N | Spiele | Sätze |
| 1 | Papua-Neuguinea | 2:0 | 5:1    | 10:2  |
| 2 | Tonga           | 1:1 | 4:2    | 8:4   |
| 3 | Nauru           | 0:2 | 0:6    | 0:12  |

| Team 1          | Team 2 | Ergebnis | Spiel     | Spielerin 1                      | Spielerin 2                                                         | Resultat |
| --------------- | ------ | -------- | --------- | -------------------------------- | ------------------------------------------------------------------- | -------- |
| Nauru           | Tonga  | 0:3      | 1. Einzel | Itaia Nigelita                   | Sisilia Laumann I Hakau Paea I Aotearoa Teu                         | 1:4, 1:4 |
| Nauru           | Tonga  | 0:3      | 2. Einzel | Tsitsi Edwinkalin                | Ela I Puleni Vakaukamea                                             | 0:4, 0:4 |
| Nauru           | Tonga  | 0:3      | Doppel    | Tsitsi Edwinkalin Itaia Nigelita | Sisilia Laumann I Hakau Paea I Aotearoa Teu Ela I Puleni Vakaukamea | 0:4, 0:4 |
| Papua-Neuguinea | Nauru  | 3:0      | 1. Einzel | Pauline Hyun                     | Itaia Nigelita                                                      | 4:2, 4:0 |
| Papua-Neuguinea | Nauru  | 3:0      | 2. Einzel | Abigail Tere-Apisah              | Tsitsi Edwinkalin                                                   | 4:0, 4:0 |
| Papua-Neuguinea | Nauru  | 3:0      | Doppel    | Pauline Hyun Abigail Tere-Apisah | Tsitsi Edwinkalin Itaia Nigelita                                    | 4:0, 4:0 |
| Papua-Neuguinea | Tonga  | 2:1      | 1. Einzel | Pauline Hyun                     | Sisilia Laumann I Hakau Paea I Aotearoa Teu                         | 2:4, 1:4 |
| Papua-Neuguinea | Tonga  | 2:1      | 2. Einzel | Abigail Tere-Apisah              | Ela I Puleni Vakaukamea                                             | 4:0, 4:0 |
| Papua-Neuguinea | Tonga  | 2:1      | Doppel    | Pauline Hyun Abigail Tere-Apisah | Sisilia Laumann I Hakau Paea I Aotearoa Teu Ela I Puleni Vakaukamea | 4:2, 5:3 |

#### Gruppe C
|   | Team      | S-N | Spiele | Sätze |
| 2 | Salomonen | 3:0 | 8:1    | 17:5  |
| 1 | Tahiti    | 2:1 | 6:3    | 14:8  |
| 3 | Fidschi   | 1:2 | 3:6    | 8:12  |
| 4 | Vanuatu   | 0:3 | 1:8    | 2:16  |

| Team 1    | Team 2  | Ergebnis | Spiel     | Spielerin 1                                     | Spielerin 2                                   | Resultat         |
| --------- | ------- | -------- | --------- | ----------------------------------------------- | --------------------------------------------- | ---------------- |
| Salomonen | Fidschi | 3:0      | 1. Einzel | Zorika Dalice Morgan                            | Josephine Debalevu                            | 2:4, 4:0, 4:2    |
| Salomonen | Fidschi | 3:0      | 2. Einzel | Georgimah Sauramoniabu Row                      | Tarani Kamoe                                  | 4:2, 4:2         |
| Salomonen | Fidschi | 3:0      | Doppel    | Zorika Dalice Morgan Georgimah Sauramoniabu Row | Josephine Debalevu Tarani Kamoe               | 4:0, 4:0         |
| Vanuatu   | Tahiti  | 0:3      | 1. Einzel | Abygail Candice Coeuillet                       | Tavero Chung                                  | 1:4, 1:4         |
| Vanuatu   | Tahiti  | 0:3      | 2. Einzel | Lorraine Banimataku                             | Mehitia Boosie                                | 1:4, 3:5         |
| Vanuatu   | Tahiti  | 0:3      | Doppel    | Lorraine Banimataku Ashanti Ligo                | Mia Chang Yuk Shan Jennifer Ly                | 2:4, 0:4         |
| Salomonen | Vanuatu | 3:0      | 1. Einzel | Zorika Dalice Morgan                            | Abygail Candice Coeuillet                     | 4:2, 4:0         |
| Salomonen | Vanuatu | 3:0      | 2. Einzel | Georgimah Sauramoniabu Row                      | Lorraine Banimataku                           | 4:0, 4:1         |
| Salomonen | Vanuatu | 3:0      | Doppel    | Zorika Dalice Morgan Georgimah Sauramoniabu Row | Lorraine Banimataku Abygail Candice Coeuillet | 5:3, 5:4         |
| Tahiti    | Fidschi | 2:1      | 1. Einzel | Tavero Chung                                    | Josephine Debalevu                            | 4:55, 4:1, 4:1   |
| Tahiti    | Fidschi | 2:1      | 2. Einzel | Mehitia Boosie                                  | Tarani Kamoe                                  | 5:41, 4:1        |
| Tahiti    | Fidschi | 2:1      | Doppel    | Mia Chang Yuk Shan Jennifer Ly                  | Roby Coffin Josephine Debalevu                | 2:4, 2:4         |
| Salomonen | Tahiti  | 2:1      | 1. Einzel | Zorika Dalice Morgan                            | Tavero Chung                                  | 4:55, 4:2, 4:0   |
| Salomonen | Tahiti  | 2:1      | 2. Einzel | Georgimah Sauramoniabu Row                      | Mehitia Boosie                                | 4:0, 1:4, 4:54   |
| Salomonen | Tahiti  | 2:1      | Doppel    | Zorika Dalice Morgan Georgimah Sauramoniabu Row | Mehitia Boosie Tavero Chung                   | 0:4, 4:1, [10:5] |
| Vanuatu   | Fidschi | 1:2      | 1. Einzel | Ashanti Ligo                                    | Josephine Debalevu                            | 0:4, 0:4         |
| Vanuatu   | Fidschi | 1:2      | 2. Einzel | Lorraine Banimataku                             | Tarani Kamoe                                  | 1:4, 2:4         |
| Vanuatu   | Fidschi | 1:2      | Doppel    | Lorraine Banimataku Abygail Candice Coeuillet   | Ruby Coffin Sina Izumi                        | 4:0, 4:2         |

### Halbfinale
| Team 1    | Team 2          | Ergebnis | Spiel     | Spielerin 1                                     | Spielerin 2                                                         | Resultat       |
| --------- | --------------- | -------- | --------- | ----------------------------------------------- | ------------------------------------------------------------------- | -------------- |
| Samoa     | Tonga           | 2:0      | 1. Einzel | Eleanor Schuster                                | Sisilia Laumann I Hakau Paea I Aotearoa Teu                         | 6:0, 6:0       |
| Samoa     | Tonga           | 2:0      | 2. Einzel | Annerly Georgopoulus                            | Ela I Puleni Vakaukamea                                             | 6:1, 6:4       |
| Samoa     | Tonga           | 2:0      | Doppel    | Noelleda Ah San Mahinarangi Warren              | Sisilia Laumann I Hakau Paea I Aotearoa Teu Ela I Puleni Vakaukamea | nicht gespielt |
| Salomonen | Papua-Neuguinea | 2:1      | 1. Einzel | Zorika Dalice Morgan                            | Pauline Hyun                                                        | 6:2, 6:1       |
| Salomonen | Papua-Neuguinea | 2:1      | 2. Einzel | Georgimah Sauramoniabu Row                      | Abigail Tere-Apisah                                                 | 1:6, 1:6       |
| Salomonen | Papua-Neuguinea | 2:1      | Doppel    | Zorika Dalice Morgan Georgimah Sauramoniabu Row | Pauline Hyun Abigail Tere-Apisah                                    | 6:4, 7:611     |

### Spiel um Platz 3
| Team 1 | Team 2          | Ergebnis | Spiel     | Spielerin 1                                                         | Spielerin 2                      | Resultat       |
| ------ | --------------- | -------- | --------- | ------------------------------------------------------------------- | -------------------------------- | -------------- |
| Tonga  | Papua-Neuguinea | 0:2      | 1. Einzel | Sisilia Laumanu I Hakau Paea I Aotearoa Teu                         | Pauline Hyun                     | 6:2, 3:6, 4:6  |
| Tonga  | Papua-Neuguinea | 0:2      | 2. Einzel | Ela I Puleni Vakaukamea                                             | Abigail Tere-Apisah              | 1:6, 0:6       |
| Tonga  | Papua-Neuguinea | 0:2      | Doppel    | Sisilia Laumann I Hakau Paea I Aotearoa Teu Ela I Puleni Vakaukamea | Pauline Hyun Abigail Tere-Apisah | nicht gespielt |

### Finale
| Team 1 | Team 2    | Ergebnis | Spiel     | Spielerin 1                           | Spielerin 2                             | Resultat       |
| ------ | --------- | -------- | --------- | ------------------------------------- | --------------------------------------- | -------------- |
| Samoa  | Salomonen | 2:0      | 1. Einzel | Eleanor Schuster                      | Philia Kerry Waita                      | 6:1, 6:2       |
| Samoa  | Salomonen | 2:0      | 2. Einzel | Annerly Georgopoulus                  | Zorika Dalice Morgan                    | 6:2, 6:0       |
| Samoa  | Salomonen | 2:0      | Doppel    | Annerly Georgopoulus Eleanor Schuster | Zorika Dalice Morgan Philia Kerry Waita | nicht gespielt |